# Бродський канал
Бродський канал (словац. Brodský kanál) — меліоративний канал; впадає в річку Морава, протікає в Словаччині — округ Скалиця і Чехії — округ Бржецлав.
Довжина приблизно 10.1 км. Витік знаходиться в Загорській низовині (геоморфологічна підодиниця Борська низовина). Впадає канал Ґбели-Бродське Відгалужується канал Бродське-Кути.
Протікає в Словаччині територією сіл Бродське, Петрова Вес, Летніче та міста Ґбели і у Чехії — Лангжот й Тврдоніце.